# ميخائيل راي أكينو
ميخائيل راي أكينو (بالإنجليزية: Michael Aquino)‏ هو ضابط استخبارات أمريكي، ولد في 18 أكتوبر 1946.